# Tupolew DIP
Die Tupolew DIP (russisch Туполев ДИП, двухместный истребитель пушечный = zweisitziges Jagdflugzeug mit Kanonenbewaffnung), Werksbezeichnung ANT-29 (АНТ-29), war ein schweres, zweimotoriges Jagdflugzeug aus der Mitte der 1930er-Jahre. Sie wurde eigens für die Erprobung der großkalibrigen 10,2-cm-Kanone Kurschewski APK-100 konstruiert und in einem Exemplar gebaut. APK steht für Awiazionnaja Puschka, Flugzeugkanone.

## Entwicklung
Nachdem bereits zum Beginn der 1930er-Jahre die APK-Kanone an der Tupolew I-4 getestet worden war, entwickelte Andrei Tupolew extra für weitere Versuche die Modelle I-12 und DIP.
Die Konstruktion der DIP führte Alexander Archangelski (zu jener Zeit stellvertretender Chefkonstrukteur im OKB Tupolew) im Sommer 1932 aus. Unter Verwendung der Grundpläne entstand ebenfalls der mittlere Bomber SB-2. Aufgrund der Bevorzugung des SB-2-Programms verzögerte sich der Bau der DIP jedoch bis Anfang 1935. Am 14. Februar desselben Jahres erfolgte der Erstflug des Musters durch Nikolai Blagin. Die Flugerprobung wurde erfolgreich absolviert. Nachdem jedoch entschieden wurde, anstelle der APK-Kanone die RS-82-Rakete in die Bewaffnung der sowjetischen Luftstreitkräfte zu übernehmen, wurde auch das Projekt DIP eingestellt.

## Technische Beschreibung
Die DIP war in Ganzmetallbauweise ausgeführt. Der Rumpf besaß einen viereckigen Querschnitt. Die Tragflächen waren in Tiefdeckerkonfiguration am Rumpf angeordnet. Das Hauptfahrwerk wurde in die hinteren Motorgondeln in den Tragflächen eingezogen. Am Heck befand sich ein Schleifsporn. Das Leitwerk besaß ein hoch angesetztes, mit I-Stielen abgestrebtes Höhenruder. Die beiden APK-Kanonen befanden sich auf der linken Seite im Rumpfbug.

## Technische Daten
| Kenngröße             | Daten                                                                                             |
| --------------------- | ------------------------------------------------------------------------------------------------- |
| Konzeption            | Schweres Jagdflugzeug                                                                             |
| Konstrukteur          | Alexander Archangelski                                                                            |
| Hersteller            | OKB Tupolew                                                                                       |
| Baujahr(e)            | 1935                                                                                              |
| Besatzung             | 2 (Pilot, Bordschütze)                                                                            |
| Spannweite            | 19,19 m                                                                                           |
| Länge                 | 13,20 m                                                                                           |
| Höhe                  | 5,30 m                                                                                            |
| Leermasse             | 3900 kg                                                                                           |
| Startmasse            | 5300 kg                                                                                           |
| Triebwerk(e)          | zwei Klimow M-100                                                                                 |
| Startleistung         | je 750 PS (552 kW)                                                                                |
| Höchstgeschwindigkeit | 352 km/h in 4000 m Höhe                                                                           |
| Gipfelhöhe            | 8000 m                                                                                            |
| Reichweite            | 300 km                                                                                            |
| Bewaffnung            | zwei starre 10,2-cm-Kanonen APK im Rumpfbug ein bewegliches 7,62-mm-MG SchKAS im Rumpfrückenstand |